# Supermercados El Jamón
Supermercados El Jamón (conocidos comúnmente como El Jamón) es una cadena de supermercados fundada en 1966 en Lepe, provincia de Huelva por Francisco Díaz y Manuela Orta. En 2025 contaba con 292 establecimientos distribuidos por diversas localidades de las provincias de Huelva, Sevilla, Málaga, Cádiz, Córdoba y Granada, gestionados desde la sociedad mercantil Grupo Empresarial El Jamón, SL.
El eslogan de la cadena es "Empresa Totalmente Andaluza" (en un principio "Empresa Totalmente Onubense"), que da cuenta de que tanto su origen como su evolución se centran en la región occidental de Andalucía. Ha sido reconocida con el premio Espiga Autonómica de la FESBAL (2019) y el Premio Plus Ultra de la Cámara de Comercio de Huelva y Cepsa (2024).

## Historia

### Fundación y expansión inicial (1966-2001)
La cadena se originó con un único establecimiento en Lepe, fundado por Francisco Díaz y Manuela Orta, esposos. Entre sus primeras adquisiciones de otras cadenas de distribución destaca la que efectuó sobre Más por Menos en 1996. En 2001 incorporó Supercanguro Abeto.

### Reestructuración empresarial (2013-2014)
En 2013 el tipo societario fue transformado de sociedad anónima a sociedad limitada.
En 2014 la empresa creó la figura del director general, que fue asignada a Manuela Bella Díaz. En el mismo ejercicio se procedió a la ampliación de capital de 60.110 euros hasta los 40.272.738,24 euros y a la absorción de las sociedades del grupo Super Jamón la Antilla SL, Frutas Cash Lepe SL, Super Isla SL, Supermercados Hermanos Díaz Sociedad Limitada, Súper Rocío SL, Centro Comercial El Jamón SL e Instalaciones Comerciales y Montajes Onubenses SL.

### Expansión por Andalucía (2018-2021)
El Jamón inició operaciones en Cádiz en 2018 tras la adquisición de los 14 establecimientos de Super Cerka. Meses más tarde entró en la provincia de Málaga con la adquisición de Supermercados Baly.
En 2019 abrió sus primeros establecimientos en Córdoba mediante la adquisición de veintitrés supermercados de la cadena DIA. Ese mismo año recibió el premio Espiga Autonómica de la FESBAL por su contribución a los bancos de alimentos.
En 2020 la cadena consiguió aumentar su plantilla un 20% a pesar de la pandemia de COVID-19.
En febrero de 2021 lanzó con motivo del Día de Andalucía (28 de febrero) una oda al vocabulario andaluz bajo la campaña #OrgullosamenteAndaluces, que se hizo viral y recibió una aclamación general frente a las críticas hacia la campaña institucional de la Junta de Andalucía. En julio de 2021 compró 28 tiendas de las 172 tiendas de Supersol que anteriormente había comprado Carrefour e inició su presencia en la provincia de Granada.
A enero de 2023, la empresa contaba con 259 establecimientos repartidos por las provincias de Huelva, Sevilla, Cádiz, Málaga, Córdoba y Granada.

### Adquisición de Supermercados CODI (2024)
En septiembre de 2024, la sociedad llegó a un acuerdo para la adquisición de los 26 establecimientos de Supermercados CODI en la provincia de Sevilla y alcanzó las 292 tiendas. Tras ello, la empresa cambió su denominación social a Grupo Empresarial El Jamón y se ubicó como la tercera cadena por superficie en Sevilla y cuarta a nivel autonómico en Andalucía.  En el mismo mes de septiembre recibió el premio Plus Ultra de la Cámara de Comercio de Huelva y Cepsa en su segunda edición
También en 2024 El Jamón incrementó su facturación un 14% respecto al ejercicio anterior hasta alcanzar los 492 millones de euros.

## Presencia geográfica
El Jamón comenzó su expansión por la provincia de Huelva desde su origen en Lepe y posteriormente se ha expandido hacia el este de Andalucía. En septiembre de 2024 tenía presencia en seis de las ocho provincias andaluzas, con dos tercios de sus establecimientos concentrados en las provincias de Huelva, Sevilla y Cádiz.
| Provincia (año de expansión) | Número de establecimientos |
| ---------------------------- | -------------------------- |
| Huelva                       | 115                        |
| Sevilla                      | 92                         |
| Cádiz (2018)                 | 56                         |
| Málaga (2018)                | 17                         |
| Córdoba (2019)               | 7                          |
| Granada (2021)               | 5                          |

## Datos de facturación
| Facturación de Cash Lepe entre 2021 y 2023 (en millones de euros) |
| ----------------------------------------------------------------- |
|                                                                   |
| Fuente: Economía Digital                                          |
| Gráfica elaborada por: Wikipedia                                  |

## Organización social

### Consejo de administración
El capital social de El Jamón es familiar y en 2014 su consejo de administración se componía de las siguientes personas:
- Francisco Díaz Mingorance, presidente
- Manuela Bella Díaz Orta, vicepresidenta e hija de Francisco Díaz
- Manuela Orta Prieto, consejera y esposa de Francisco Díaz
- Isabel María Díaz Orta, consejera e hija de Francisco Díaz
- Francisco Javier Díaz Orta, consejero e hijo de Francisco Díaz
- Encarnación Díaz Orta, consejera e hija de Francisco Díaz
- Luis Miguel Díaz Orta, consejero e hijo de Francisco Díaz